# اوسلاویتشکا
اوسلاویتشکا (به چکی: Oslavička) یک منطقهٔ مسکونی در جمهوری چک است که در ناحیه ژدار ناد سازاووو واقع شده‌است. اوسلاویتشکا ۴٫۱۹ کیلومتر مربع مساحت و ۱۰۲ نفر جمعیت دارد و ۵۱۰ متر بالاتر از سطح دریا واقع شده‌است.